# نور محل
نور محل (اردو: نور محل) یک قصر متعلق به ارتش پاکستان است، که در شهر باهاوالپور، پنجاب، پاکستان قرار دارد. این بنا در سال ۱۸۷۲ ساخته شد.